# Thomas Stanley, 1.º Conde de Derby
Thomas Stanley, 1.º Conde de Derby, (1435 - 29 de julho de 1504) foi um nobre inglês. Foi padrasto do rei Henrique VII da Inglaterra. Ele era o filho mais velho de Thomas Stanley, 1º Barão Stanley e Joan Goushill.
Um magnata de terras de imensa riqueza e poder, particularmente no noroeste da Inglaterra, onde sua autoridade quase não foi contestada, Stanley conseguiu permanecer a favor de sucessivos reis ao longo da Guerra das Rosas, incluindo o rei Ricardo III da Inglaterra, que tomou o filho de Stanley como um refém. Thomas Stanley tomou o lado de Henry Tudor na Batalha de Bosworth em 1485.
Embora o rei no início de sua carreira, Henrique VI , fosse chefe da Casa de Lancaster, o casamento de Stanley com Eleanor, filha de Richard Neville, 5º Conde de Salisbury (descendente de Eduardo III) e irmã de Richard Neville, Conde de Warwick ("Warwick, o Fazedor de Reis") no final da década de 1450 constituía uma poderosa aliança com a Casa de York. Isso não lhe fez mal, no entanto, mesmo depois que Warwick foi derrubado do poder, e em 1472, com a Casa de York novamente ocupando o trono inglês, ele se casou com sua segunda esposa, Lady Margaret Beaufort, cujo filho, Henry Tudor, foi o principal reclamante Lancaster. Ele foi o último a usar o estilo 'King of Mann', seus sucessores optando pelo mais seguro 'Lord of Mann'. Entre seus notáveis parentes próximos estavam seu irmão Sir William Stanley e seus sobrinhos Sir John Savage e Thomas Savage, Arcebispo de York.